# Argemon meksykański
Argemon meksykański (Argemone mexicana L.) – gatunek rośliny z rodziny makowatych (Papaveraceae Juss.). Występuje naturalnie w Meksyku oraz południowo-wschodniej części Stanów Zjednoczonych (na obszarze od południowo-wschodniego Teksasu aż po południowo-wschodnią część Karoliny Północnej. Ponadto został naturalizowany w innych częściach świata w strefach od tropikalnej do podzwrotnikowej. Jest uprawiany jako roślina ozdobna. W Polsce zarejestrowany jako gatunek przejściowo dziczejący (efemerofit).

## Morfologia

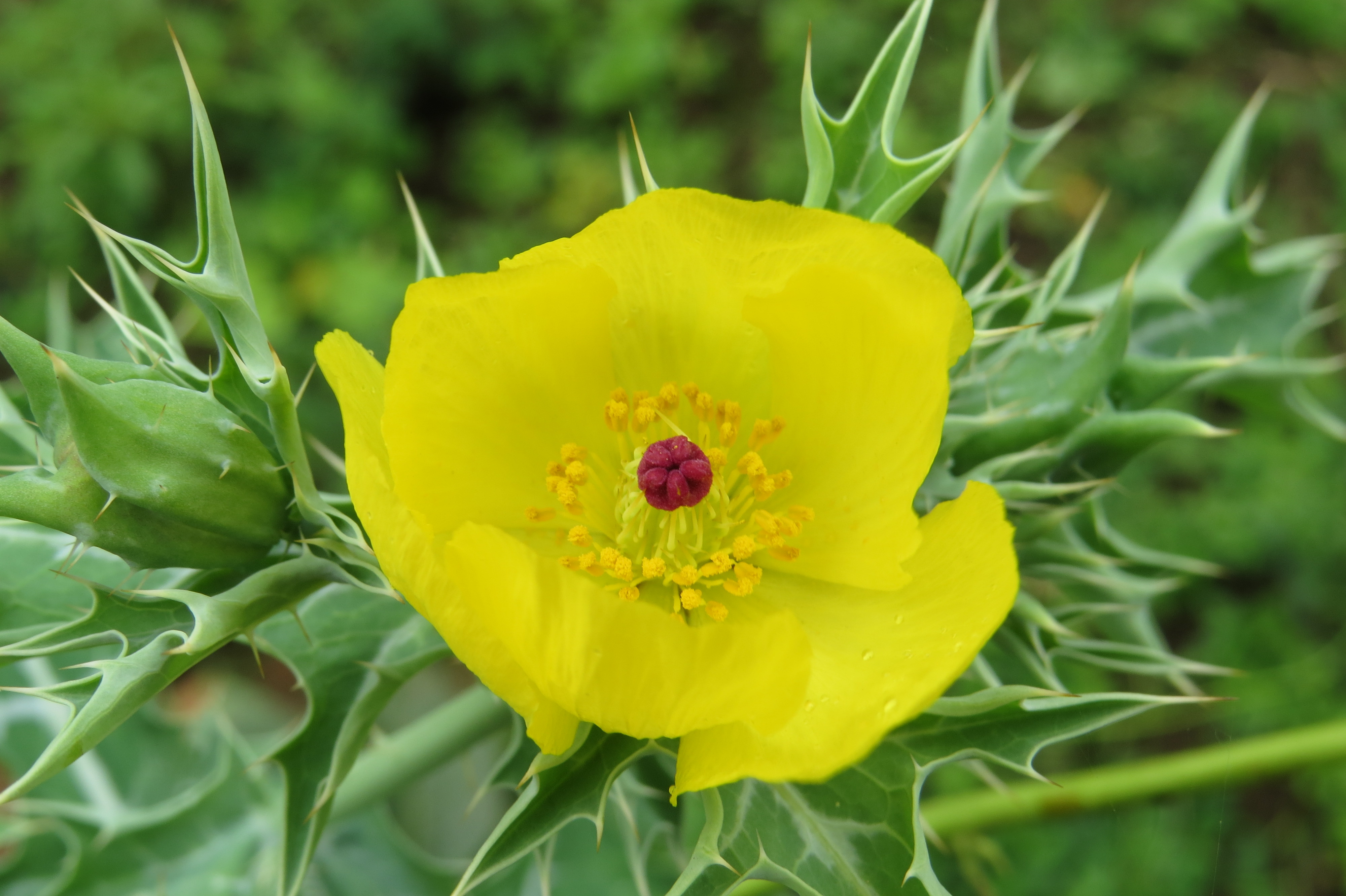
Kwiat

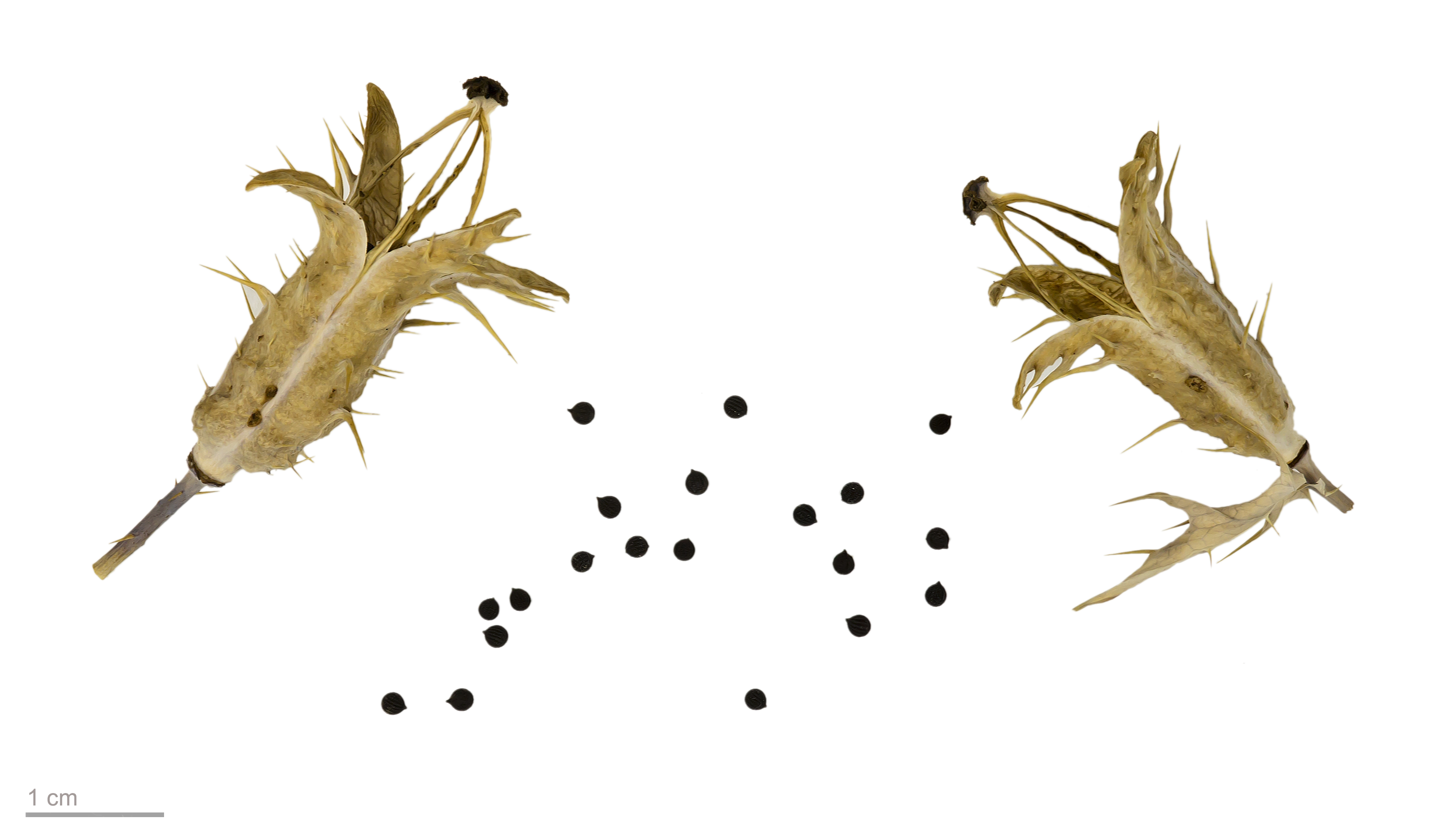
Owoce i nasiona

PokrójRoślina jednoroczna dorastająca do 25–80 cm wysokości. Pędy są nagie lub lekko pokryte kolcami.
LiścieSą pierzasto-klapowane, nagie lub kolczaste.
KwiatyPłatki mają żółtą barwę i osiągają do 20–35 mm długości. Kwiaty mają 30–50 pręcików o żółtych nitkach. Zalążnia zawiera od 4 do 6 owocolistków.
OwoceTorebki o kształcie od elipsoidalnego do podłużnego. Są pokryte kolcami. Osiągają 15–45 mm długości i 12–20 mm szerokości.

## Biologia i ekologia
Rośnie na nieużytkach oraz suchych łąkach. Występuje na wysokości do 1500 m n.p.m.

## Zmienność
W obrębie tego gatunku wyróżniono jedną formę:
- Argemone mexicana f. leiocarpa (Greene) Ownbey